# Lipservice
Lipservice è il settimo album in studio della rock band svizzera Gotthard,  pubblicato nel giugno del 2005 dalla Nuclear Blast. L'uscita è stata anticipata dalla pubblicazione del singolo Lift U Up nell'aprile dello stesso anno.
L'album ha segnato il debutto discografico del gruppo con la nuova etichetta, dopo la rottura con la BMG/Ariola.
Dopo la parentesi più leggera e sperimentale intrapresa nei loro ultimi lavori, con questo disco i Gotthard decidono di ritornare definitivamente a un sound maggiormente duro e diretto.
I singoli Lift U Up e Anytime Anywhere sono stati pubblicati anche in lingua spagnola, rispettivamente con i titoli di Tu pasión ed El traidor, portando per la prima volta i Gotthard nelle classifiche spagnole.
L'album è stato ripubblicato nel 2008, in occasione dell'utilizzo di Lift U Up come colonna sonora ufficiale per la Nazionale di calcio della Svizzera agli Europei di quell'anno.

## Tracce
1. All We Are – 3:38 (Steve Lee, Leo Leoni, Freddy Scherer, Mary Susan Applegate, Fredrik Thomander, Anders Wikström)
2. Dream On – 3:24 (Lee, Scherer, Applegate)
3. Lift U Up – 2:58 (Lee, Leoni, Applegate, Thomander, Wikström)
4. Everything I Want – 4:32 (Lee, Leoni)
5. Cupid's Arrow – 3:46 (Lee, Leoni, Thomander, Wikström)
6. I Wonder – 4:23 (Lee, Leoni, Applegate, Thomander, Wikström)
7. I'm Alive – 2:59 (Lee, Leoni, Scherer, Applegate)
8. I've Seen an Angel Cry – 4:47 (Lee, Leoni, Applegate)
9. Stay for the Night – 3:25 (Lee, Leoni)
10. Anytime Anywhere – 4:16 (Lee, Leoni, Applegate)
11. Said & Done – 3:22 (Lee, Scherer)
12. The Other Side of Me – 4:02 (Lee, Leoni, Applegate, Thomander, Wikström)
13. Nothing Left at All – 3:56 (Lee, Leoni, Scherer)
14. And Then Goodbye – 3:31 (Leoni)
15. Can't Stop – 3:21 – Traccia bonus
16. Nobody Home – 3:55 – Traccia bonus
17. Round and Round – 4:15 (Leoni, Scherer, Applegate) – Traccia bonus

Tracce bonus della ristampa del 2008
1. Can't Stop – 3:21
2. Lift U Up (remix di Mousse T.) – 3:38
3. Lift U Up (Swiss Team Version) – 3:41
4. Lift U Up (Live) – 3:43 – Proveniente dall'album Made in Switzerland
5. Lift U Up (Swiss Team Warm-up Version) – 0:53
6. Where Is Love When It's Gone – 4:09 (Lee, Leoni, Thomander, Wikström) – Proveniente dall'album Domino Effect

## Formazione
- Steve Lee – voce
- Leo Leoni – chitarre e cori
- Freddy Scherer – chitarre
- Marc Lynn –  basso
- Hena Habegger –  batteria, percussioni

### Altri musicisti
- Nicolò Fragile – tastiere, strumenti ad arco
- Simona Civelli, Flavio Hochstrasser, Danny Lee Nuccio – cori aggiuntivi in Lift U Up

### Produzione
- Leo Leoni e Ronald Prent – produzione e ingegneria del suono
- Ronald Prent – missaggio e mastering
- Davide Pagano e Rob Sannen – ingegneria del suono (assistenti)

## Classifiche

### Classifiche settimanali
| Classifica (2005) | Posizione massima |
| ----------------- | ----------------- |
| Austria           | 58                |
| Germania          | 31                |
| Svizzera          | 1                 |

### Classifiche di fine anno
| Classifica (2005) | Posizione |
| ----------------- | --------- |
| Svizzera          | 4         |

## Singoli e video
| Titolo              | Singolo | Video |
| ------------------- | ------- | ----- |
| Lift U Up           | 2005    | 2005  |
| Anytime Anywhere    | 2005    | 2005  |
| Dream On            | —       | 2005  |
| Round and Round     | 2005    | —     |
| Nothing Left at All | 2006    | —     |